# Computer M5
Computer M5 (Originaltitel: The Ultimate Computer) ist die 24. Episode der zweiten Staffel der Science-Fiction-Fernsehserie Raumschiff Enterprise. Sie wurde in englischer Sprache erstmals am 8. März 1968 bei NBC ausgestrahlt. In Deutschland war sie zum ersten Mal am 15. Juli 1972 in einer synchronisierten Fassung im ZDF zu sehen.

## Handlung
Im Jahr 2268 bei Sternzeit 4729,4 wird die Enterprise nach Sternenbasis 6 beordert. Dort erfährt Kirk von Commodore Robert Wesley, dass die Enterprise dazu auserkoren wurde, ein neuartiges Computersystem zu testen, die sogenannte M5-Multitronik-Einheit. Sie soll in der Lage sein, sämtliche Schiffssysteme vollautomatisch zu steuern. Der Großteil der Besatzung wird dadurch überflüssig; von den 400 Mann sollen nur 20 an Bord bleiben. Höhepunkt dieses Tests soll ein simuliertes Gefecht zwischen der Enterprise und vier ihrer Schwesterschiffe sein.
Dr. Richard Daystrom, der Erfinder von M5, beamt an Bord, um das System im Maschinenraum persönlich zu installieren und zu überwachen. Die Besatzung ist dem neuen Computer gegenüber skeptisch. Daystrom versichert, M5 sei tatsächlich in der Lage, das Schiff zu steuern, räumt aber ein, dass die Vorgängermodelle M1–M4 nicht ganz ausgereift waren. Zum ersten praktischen Test kommt es, als die Enterprise den Planeten Alpha Carinae II erreicht und M5 ein Außenteam zusammenstellen soll. Der Computer wählt hierfür eine andere Zusammensetzung als Kirk, unter anderem verzichtet M5 auf die Teilnahme von Kirk selbst und Schiffsarzt McCoy, die er als für die Mission „überflüssiges Personal“ betrachtet. Währenddessen bemerken Chefingenieur Scott und der erste Offizier Spock, dass M5 die Energie auf aktuell unbewohnten Decks abschaltet und zu sich selbst umleitet.
Kurz darauf tauchen die beiden Raumschiffe USS Lexington und USS Excalibur auf und führen einen ersten Scheinangriff durch. M5 zeigt in Reaktionsgeschwindigkeit und im Manövrieren eine deutliche Überlegenheit gegenüber jedem Menschen und so kann die Enterprise den Kampf für sich entscheiden. Kirk erkennt zögerlich die Fähigkeiten von M5 an. Spock hingegen ist skeptisch und hält ein ganz von einem Computer gesteuertes Schiff für nicht erstrebenswert, da eine der wichtigsten Eigenschaften einer funktionierenden Crew die Loyalität gegenüber ihrem Captain sei, was sich niemals ändern solle.
In seinem Quartier führt Kirk nun ein Gespräch mit Schiffsarzt McCoy. Dieser hat Vorbehalte gegenüber Daystrom, der bereits in jungen Jahren als Genie gefeiert wurde und unter anderem den Nobelpreis erhalten hat. McCoy glaubt, Daystrom sei besessen davon, sich selbst mit der Arbeit an den Multitronik-Systemen von seiner immer noch vorhandenen Genialität zu überzeugen. Ihr Gespräch wird unterbrochen, als die Enterprise Kontakt mit dem unbemannten Erzfrachter Woden aufnimmt. Unerwartet schlägt M5 einen Abfangkurs ein und zerstört den Frachter. Kirk will nun wieder die manuelle Kontrolle übernehmen, doch M5 lässt sich von der Brücke aus nicht abschalten und schützt sich im Maschinenraum mittlerweile selbst durch ein Kraftfeld. Kirk befiehlt, dem Computer die Energie abzustellen, doch Daystrom beharrt darauf, er müsse lediglich einige Korrekturen vornehmen, selbst dann noch, als Fähnrich Harper von M5 durch einen Energiestrahl getötet wird. Die Besatzung konzentriert sich nun auf ein bestimmtes Relais zwischen M5 und der Brücke, durch dessen Abschaltung sie die Schiffskontrolle zurückzuerlangen hofft. Der Plan schlägt aber fehl. Es stellt sich heraus, dass M5 die Energie längst umgeleitet und das Relais lediglich als Ablenkung weiter unter Strom gehalten hat.
Ahnungslos von den Problemen auf der Enterprise nähern sich nun die Schiffe Lexington, Excalibur, Hood und Potemkin zum nächsten Scheinangriff. Wie schon beim Erzfrachter setzt M5 erneut echte Waffen ein und fügt allen vier Schiffen schwere Beschädigungen und Verluste zu. Auf der Excalibur wird die gesamte Mannschaft getötet. Wesley, Kommandant der Lexington, versucht vergeblich eine Funkverbindung zur Enterprise herzustellen und erbittet schließlich von der Sternenflotte die Erlaubnis zu ihrer Zerstörung.
Als Kirk Daystrom wegen der Taten von M5 zur Rede stellt, versucht dieser, auf seine Schöpfung einzureden, erleidet aber letztlich einen Nervenzusammenbruch. Daraufhin wendet sich Kirk direkt an M5 und konfrontiert ihn damit, dass er die Besatzung der Excalibur ermordet hat. Da M5 nach Daystroms eigenen Gedächtnis-Engrammen programmiert wurde, teilt er auch dessen Ethik und erkennt, dass er gemordet hat, wofür er mit dem Tod bestraft werden müsse. M5 deaktiviert nun das Kraftfeld und schaltet sich selbst ab. Die Mannschaft hat nun die Kontrolle über das Schiff zurück, jedoch ist die Kommunikation immer noch ausgefallen. Kirk lässt deshalb die Schutzschilde der Enterprise senken, in der Hoffnung, dass Wesley auf der sich nähernden Lexington von einem Angriff absieht. Tatsächlich dreht dieser ab und die Schiffe können nach Sternenbasis 6 zurückkehren.

## Verbindungen zu anderen Star-Trek-Produktionen
Dass Kirk einem Computer seine Fehlentscheidung bewusst macht und ihn so zur Selbstzerstörung treibt, wurde bereits in den früheren Folgen Landru und die Ewigkeit, Ich heiße Nomad und Der dressierte Herrscher gezeigt.
Einige Elemente aus dieser Folge wurden in späteren Star-Trek-Produktionen wieder aufgegriffen:
- Nach Richard Daystrom ist das Daystrom-Institut benannt, eine Forschungseinrichtung der Föderation mit Niederlassungen in Okinawa (Japan) und auf dem Planeten Galor IV. Es wird in mehreren Folgen der Serien Raumschiff Enterprise – Das nächste Jahrhundert, Star Trek: Deep Space Nine, Star Trek: Raumschiff Voyager und Star Trek: Discovery erwähnt. In Star Trek: Picard und Star Trek: Lower Decks ist die Niederlassung in Okinawa zu sehen. In Star Trek: Picard gibt es zudem eine Daystrom-Station.
- Kirk zitiert in dieser Folge das Gedicht Sea-Fever von John Masefield. Im Film Star Trek V: Am Rande des Universums tut er dies ebenfalls. In der Serie Star Trek: Deep Space Nine wird das Gedicht in der Folge Kleine grüne Männchen von Quark paraphrasiert und es ist auf der Widmungsplakette der USS Defiant angebracht.
- In Folge 3.10 (Die Sterne bei Nacht) der animierten Serie Star Trek: Lower Decks von 2022 kommt eine Gruppe vollautomatisierter Sternenflotten-Raumschiffe zum Einsatz, deren Computersysteme große Ähnlichkeit mit M5 haben.

## Produktion

### Drehbuch
Die Folge basiert auf einem unaufgefordert eingesendeten Drehbuchentwurf des Mathematikers Laurence N. Wolfe. Dieser hatte es Gene Roddenberry über ihren gemeinsamen Bekannten Ray Bradbury zukommen lassen. Produzent John Meredyth Lucas hielt die Geschichte für vielversprechend, auch da sie relativ kostengünstig umzusetzen war. Wolfes Entwurf ließ er von D. C. Fontana noch einmal überarbeiten, unter anderem, da sich die ursprüngliche Handlung hauptsächlich um Daystrom und seinen Computer drehte und die Hauptfiguren der Serie zu wenig zu tun hatten. Am Ende kam eine Geschichte heraus, die einen Kommentar zur aktuellen sozialen Situation in den Vereinigten Staaten der 1960er Jahre darstellen sollte, in der immer mehr Arbeitsplätze durch eine zunehmende Automatisierung verlorengingen.

### Darsteller
Barry Russo, der hier Commodore Wesley spielt, verkörperte bereits zuvor in der Folge Horta rettet ihre Kinder Lieutenant Commander Giotto, den Sicherheitschef der Enterprise. In der Folge Die gefährliche Wolke der Zeichentrickserie Die Enterprise von 1973 hat Robert Wesley einen weiteren Auftritt, wird hier aber im Original von James Doohan gesprochen. Die Figur ist nach Gene Roddenberrys Pseudonym benannt, das er in den 1950er Jahren verwendete, als er noch hauptberuflich für das Los Angeles Police Department arbeitete.

## Adaptionen
James Blish schrieb eine Textfassung von Computer M5, die auf Englisch erstmals 1973 in der Geschichtensammlung Star Trek 9 erschien. Die deutsche Übersetzung erschien 1973.

## Rezeption
Alex Knapp listete Computer M5 2011 in Forbes als eine der zehn besten Folgen im ganzen Star-Trek-Franchise auf, die sich mit den Themen Künstliche Intelligenz, technologische Singularität, Transhumanismus und Post-Knappheits-Gesellschaft befassen.
Sven Harvey zählte Computer M5 2015 auf der Website Den of Geek als eine der 25 besten Folgen der beiden Serien Raumschiff Enterprise und Die Enterprise.
Christian Blauvelt listete Computer M5 2022 auf hollywood.com in einem Ranking aller 79 Raumschiff-Enterprise-Folgen auf Platz 48.

## Parodien und Anspielungen
Die gesamte Handlung von Folge 1.07 (Vanessa 38-24-36) der Science-Fiction-Fernsehserie Quark von 1978 ist eine Parodie auf Computer M5.
Die Folge 4.12 (Der letzte Trekki) der Zeichentrickserie Futurama von 2002 parodiert zahlreiche Folgen von Raumschiff Enterprise. Unter anderem ist auch der Computer M5 aus dieser Folge zu sehen.
In Folge 10.18 (CSI: Die nächste Generation) der Krimiserie CSI: Vegas von 2010 zitiert Protagonist Raymond Langston (Laurence Fishburne) aus Computer M5.